# 가오린
가오린(중국어: 郜林, 병음: Gào Lín, 1986년 2월 14일 ~ )는 중국의 축구 선수로서 포지션은 스트라이커다. 현재 중국 슈퍼리그의 선전 FC 소속으로 뛰고 있다.

## 축구인 생활

### 선수 생활
2004년, 상하이 선화에서 프로선수 생활을 시작하였다. 2009년까지 정규 리그 71경기에 나서 14골을 성공시켰고, 2010년 광저우 헝다로 이적하였다.

### 국가대표 생활
2005년, 성인 국가대표팀 소속으로 첫 경기를 치렀으며 2008년 하계 올림픽에 중국 U-23 축구 국가대표팀 소속으로 출전하였다. 2015년 AFC 아시안컵에서 중국 축구 국가대표팀으로 출전했다.

## 수상
광저우 헝다
- 중국 슈퍼리그 : 우승 (2011, 2012, 2013, 2014)
- AFC 챔피언스리그 : 준우승 (2013)

 중화인민공화국
- 동아시아 축구 선수권 대회 : 우승 (2005, 2010)

개인
- 중국 슈퍼리그 득점왕 : 2010
- 중국 슈퍼리그 올해의 팀 : 2012

## 같이 보기
- A매치 100경기 이상 출전한 축구 선수 명단